# Эмторпухылъёган
Эмторпухылъёган (устар. Эмтор-Пугол-Ёган) — река в России, протекает по Нижневартовскому району Ханты-Мансийского АО. Устье реки находится у озера Эллепухылэмтор (устар. Элле-Пугол-Эмтор). Длина реки составляет 16 км. Приток — Беличья река.

## Данные водного реестра
По данным государственного водного реестра России относится к Верхнеобскому бассейновому округу, водохозяйственный участок реки — Вах, речной подбассейн реки — бассейн притоков (Верхней) Оби от Васюгана до Ваха. Речной бассейн реки — (Верхняя) Обь до впадения Иртыша.